# Зрелов, Иван Петрович
Иван Петрович Зрелов (1924—1983) — капитан Советской Армии, участник Великой Отечественной войны, Герой Советского Союза (1944).

## Биография
Родился 20 января 1924 года в деревне Появилово (ныне — Ржевский район Тверской области). После окончания неполной средней школы работал в колхозе.
В июне 1941 года был призван на службу в Рабоче-крестьянскую Красную Армию. С августа того же года — на фронтах Великой Отечественной войны. В 1943 году окончил курсы младших лейтенантов. Принимал участие в Курской битве и битве за Днепр. В боях два раза был ранен. К марту 1944 года лейтенант Иван Зрелов командовал взводом автоматчиком 266-го стрелкового полка 93-й стрелковой дивизии 57-й армии 3-го Украинского фронта. Отличился во время форсирования Южного Буга.
22 марта 1944 года одним из первых в своём подразделении переправился через Южный Буг в районе села Константиновка Арбузинского района Николаевской области Украинской ССР и захватил плацдарм на его западном берегу. Противник предпринял ряд контратак, но все они были успешно отражены. И. Зрелов также корректировал огонь советской артиллерии, что дало возможность переправиться на плацдарм основным силам.
Указом Президиума Верховного Совета СССР от 3 июня 1944 года за «мужество и героизм, проявленные при форсировании Южного Буга и удержании плацдарма на его западном берегу» лейтенант Иван Зрелов был удостоен звания Героя Советского Союза с вручением ордена Ленина и медали «Золотая Звезда» за номером 4101.
После окончания войны поступил на службу в органы МВД СССР. В 1953—1955 годах вновь служил в Советской армии, был уволен в запас в звании капитана. Проживал в селе Фёдоровка Теректинского района Уральской области Казахской ССР, умер 18 апреля 1983 года.
Был также награждён рядом медалей.